# Fuego negro (película)
Fuego negro es una película mexicana de acción, suspenso y terror de 2020 dirigida y escrita por Bernardo Arellano y protagonizada por Ténoch Huerta, Mauricio Aspe, Johana Fragoso Blendl y Dale Carley.

## Argumento
Un criminal tras el paradero de su hermana busca respuestas en un sórdido hotel con extraños personajes.

## Reparto
- Ténoch Huerta como Franco.
- Mauricio Aspe como Max.
- Johana Fragoso Blendl como Julia.
- Dale Carley como Jack.
- Ángel Garnica como Botones.
- Eréndira Ibarra como Rubí.
- Eglé Ivanauskaité como Molly.
- Daina Soledad Liparoti como Diva.
- Ariane Pellicer como Helga.
- Pedro Prieto como Hombre de negro.
- Marina Vera como Recepcionista.
- Nick Zedd como Demonio.

## Lanzamiento
La película se lanzó el 21 de agosto de 2020 en Netflix. Se estrenó en inglés bajo el título de Dark Forces.